# Мурадов, Гочмурад Аширмухаммедович
Гочмурад Аширмухаммедович Мурадов (туркм. Goçmyrat Myradow ; род. 1973, Кипчак) — туркменский государственный деятель. Председатель Центрального банка Туркменистана (2014—2015). Министр финансов Туркменистана (2017).

## Биография
Родился в 1973 году в селе Кипчак, расположенном в 15 км от города Ашхабад. В 1995 году окончил Туркменский государственный институт экономики и управления по специальности «экономист».
Трудовой путь начал в 1995 году преподавателем кафедры денежного обращения и кредита Туркменского государственного института экономики и управления.
С 1996 по 2003 год работал специалистом, заместителем главного бухгалтера, главным бухгалтером Абаданского филиала Государственного коммерческого банка «Туркменбаши».
С 2003 года — начальник отдела, заместитель главного бухгалтера по операциям управления бухгалтерского учёта и отчётности Центрального банка Туркменистана. 
С 2003 по 2006 год — заместитель председателя правления Центрального банка Туркменистана, начальник управления по операциям. 
С 2006 по 2012 год — первый заместитель председателя правления Центрального банка Туркменистана.
С 2012 по 2014 год — председатель правления Государственного коммерческого банка «Туркменистан».
Председатель правления Центрального банка Туркменистана (10 января 2014 — 10 января 2015).
С 2015 по 2017 год — начальник управления финансов по промышленности, транспорта и связи Министерства финансов Туркменистана.
Заместитель министра финансов Туркменистана (16 июня 2017 — 7 июля 2017).
Министр финансов Туркменистана (7 июля 2017 — 5 октября 2017).
Заместитель председателя Кабинета министров Туркменистана (5 октября 2017 — 7 февраля 2020). Курировал экономическую сферу.

## Награды и звания
- Медаль «Махтумкули Фраги»